# Driver Reifen und KFZ-Technik
Die Driver Reifen und KFZ-Technik GmbH ist ein Unternehmen für Reifen- und Kfz-Service. Die Gesellschaft gehört seit 1994 zum italienischen Reifenhersteller Pirelli und ist eine 100%ige Tochter der Deutschen Pirelli Reifen Holding GmbH. Das Unternehmen betreibt unter den Marken Pneumobil, Driver und Reifen Wagner über 80 Betriebsstätten in Deutschland und beschäftigt rund 500 Mitarbeiter. Der Umsatz betrug 2016 ca. 100 Millionen Euro. Das Leistungsangebot umfasst Reifen, Felgen, Kfz-Meisterservice und Kfz-Zubehör. Die Unternehmenszentrale befindet sich in Breuberg im Odenwald, auf dem Werksgelände der Pirelli Deutschland GmbH.

## Geschichte
Das Unternehmen wurde 1979 gegründet und 1994 vom Pirelli-Konzern übernommen. Nach Übernahme u. a. der Niederlassungen von Reifen Laupichler im Raum Hamburg und Hannover folgte zum 1. November 2003 der Kauf der Reifenfachhändler Junginger in Metzingen und Reifen Herl in Nürtingen mit zusammen 15 Filialen durch die Pneumobil GmbH.

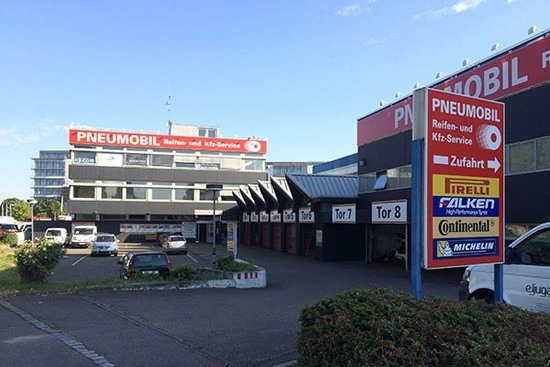
Pneumobil Niederlassung Stuttgart-Weilimdorf

Mit Wirkung zum 1. Januar 2012 übernahm Christian F. Mühlhäuser die Geschäftsführung von Pneumobil und löste damit Hans-Ulrich Röske ab, der nach über 40 Jahren bei Pirelli Deutschland in den Vorruhestand ging. Mühlhäuser kam 1993 als Werksstudent zu Pirelli und leitet seit 2009 das Pirelli-Motorradreifen-Werk in Breuberg. Zum 1. August 2013 übernahm Pneumobil das Unternehmen Reifen Blank in Düren und zum 1. September 2013 die PneuCenter RRT GmbH in Sindelfingen. Zum selben Zeitpunkt ging auch der Reifenfachhändler und Kfz-Meisterbetrieb Reifen Wagner R.W. Auto-Technik mit Sitz in Landshut in den Besitz von Pneumobil über. Die rund 100 Mitarbeiter von Reifen Wagner wurden weiterbeschäftigt. Übernommen wurde auch das Servicenetz mit allen zehn Filialen, die ausschließlich in Bayern ansässig sind.
Am 13. September 2013 eröffnete in Frankfurt das erste Driver Center als Flagship Store. Durch eine Kombination von Showroom, Design-Lounge, Beratungsraum, Verkaufs- und Servicebereich sollen „Reifenkauf und Kfz-Service zum Erlebnis werden“. Räumlich erinnern die Werkstätten an Boxengassen im Motorsport. Zum 1. Oktober 2013 folgte die ebenfalls in Landshut ansässige Reifen-Wagner I.S. Auto-Service GmbH & Co. KG mit ihren 15 Niederlassungen und 140 Mitarbeitern. Im September 2014 folgten die Eröffnung der Driver Center in Bonn, Aachen und Trier.

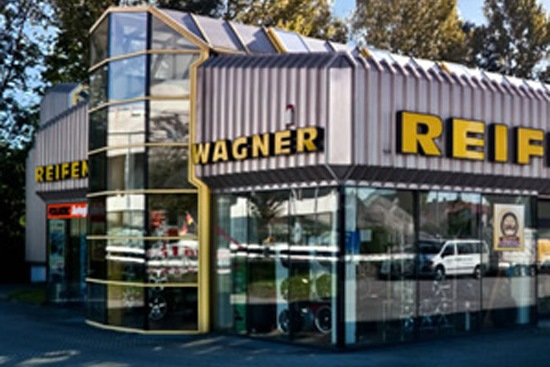
Niederlassung der Pneumobil Reifen und KFZ-Technik GmbH in Ingolstadt

Am 7. April 2017 vollzog die Pneumobil GmbH durch Eintragung in das Handelsregister B des Amtsgerichts Darmstadt eine Umbenennung in Pneumobil Reifen und KFZ-Technik GmbH. Kurz darauf, am 1. Juli 2017, wurde die Reifen Schäfer e.K. aus Köln von Pneumobil übernommen. Nach den Umgestaltungen von sechs Niederlassungen der Marke Pneumobil im Raum Frankfurt und zwei Reifen-Wagner-Niederlassungen in München gibt es aktuell (Oktober 2017) 21 Driver Center, die alle zu 100 % der Pneumobil Reifen und KFZ-Technik GmbH gehören. Weitere Driver Center gibt es im Netzwerk der Pneumobil-Schwester Driver Handelssysteme GmbH, ebenfalls ein Unternehmen der Deutsche Pirelli Reifen Holding GmbH.
Ende September 2017 wurde die ehemalige Reifen-Wagner-Niederlassung in der Hanauerstr. 42 in München als Driver Center München neu eröffnet. Innerhalb dieses Driver Centers wurde auch die europaweit erste „P-Zero World“ der Pirelli-Gruppe gestaltet. Diese wird seit Eröffnung ebenfalls von Driver Reifen und KFZ-Technik GmbH betrieben.
Am 29. Dezember 2017 erfolgte dann rechtskräftig die Namensänderung von Pneumobil Reifen und KFZ-Technik GmbH zu Driver Reifen und KFZ-Technik GmbH. Christian F. Mühlhäuser war bis 22. Januar 2018 Geschäftsführer. Zum 1. Juli 2018 wurde sein Wechsel als Managing Director zum Reifenhersteller Bridgestone gemeldet. Am 16. März 2018 wurde Thorsten Schäfer neuer Geschäftsführer der Driver Reifen und KFZ-Technik GmbH. Seit dem 1. August 2018 gibt es zwei neue Standorte im Driver-Netzwerk: Haßloch und Landau in der Pfalz. Damit gibt es eine gesamte Anzahl von 78 Filialen in Deutschland.

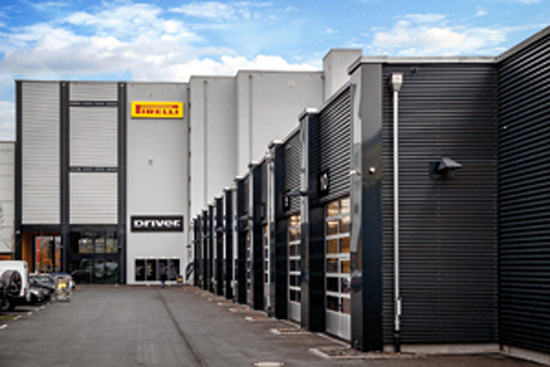
Niederlassung der Pneumobil Reifen und KFZ-Technik GmbH in Frankfurt am Main

## Niederlassungen und Marken
Die 78 Niederlassungen der Driver Reifen und KFZ-Technik GmbH werden unter drei verschiedenen Markennamen geführt. In den Ballungszentren Rhein/Main/Ruhr sowie Stuttgart, Hamburg und Hannover herrscht die Marke Driver vor, während in Bayern die seit fast hundert Jahren bestehende Traditionsmarke Reifen-Wagner überwiegt. Seit der Eröffnung des Driver Center Frankfurt im September 2013 führen neu hinzukommende Betriebe zudem das Driver-Logo.

## Angebot
Die Leistungen umfassen Reifen, Felgen, Kfz-Meisterservice und Kfz-Zubehör für fast alle Arten von Fahrzeugen. Das Reifenspektrum reicht von Spezialreifen für die Containerstapler im Hamburger Hafen bis hin zum Schubkarrenreifen, vom Ultra-High-Performance-Reifen bis zu Eco-Reifen. Neben den Dienstleistungen für Privatkunden bietet man Services für Fahrzeugflotten und Fuhrparks sowie Nutzfahrzeuge.

## Auszeichnungen
In den Jahren 2010, 2011, 2013, 2015, 2016 und 2017 belegte Pneumobil Platz eins bei der „Servicestudie Reifenhändler“. Dabei werden vom Deutschen Institut für Servicequalität (DISQ) im Auftrag des Fernsehsenders N-TV 14 Reifenhändler oder -Filialketten mit bundesweit mindestens 25 Standorten hinsichtlich der Beratungskompetenz und Produktpräsentation getestet.
2016 konnte Pneumobil zum dritten Mal in Folge in der Studie ServiceAtlas Reifen- und Kfz-Service der Service Value GmbH Köln den ersten Platz erreichen. Das Ergebnis der Studie beruht auf 1.300 Kundenurteilen zu 30 allgemeinen und branchenspezifischen Service- und Leistungsmerkmalen.
Im Februar 2016 und 2017 verlieh das DISQ in der Berliner Bertelsmann-Repräsentanz Pneumobil für Kundenfreundlichkeit jeweils den Deutschen Servicepreis in der Kategorie „Reise und Mobilität – Beratung vor Ort“. Auch unter dem neuen Namen Driver Reifen und KFZ-Technik GmbH setzt sich die Reihe der Auszeichnungen fort. Zunächst erhielt das Unternehmen im Februar 2018 zum dritten Mal in Folge den Deutschen Service Preis.  Im September 2018 holte man sich wieder Platz eins bei der „Servicestudie Reifenhändler“ des DISQ und im Oktober 2018 erreichte das Unternehmen beim ServiceAtlas Reifen- und Kfz-Service 2018 erneut den Gesamtsieg. Das Jahr 2019 startete dann mit dem im Februar verliehen „Deutschen Servicepreis 2019“.

## Ausbildung
Driver bildet in den Berufsfeldern Einzelhandel, Kfz-Mechatronik aus und bietet Abiturienten einen Dualen Studiengang Automobilhandel an.